# Glukocerebrozid
Glukocerebrozid (glukozilceramid) je cerebrozid kod koga je monosaharidna čeona grupa glukoza. 

## Klinički značaj
Glukocerebrozidi su uglavnom prisutni u neneuronskom tkivu i normalno se akumuliraju kod obolelih od Gošeove bolesti, jer je glukocerebrozidaza odsutna ili nije funkcionalna.

## Spoljašnje veze
- Glucocerebrosides на 